# Shunsuke Takeuchi
Shunsuke Takeuchi (武内 駿輔 Takeuchi Shunsuke ?,  Tokio, Japón, 12 de septiembre de 1997) es un actor de voz japonés, afiliado a 81 Produce. En 2016, junto con Yūichirō Umehara y Ayumu Murase ganó los 10th Seiyu Awards por mejor actor de voz novato.

## Filmografía

### Anime
2015
- The Idolmaster como Productor[1]
- Young Black Jack como Hugo[3]
- Ace of Diamond 2nd Season como Yūki Masashi[1]
- Bikini Warriors como  Deathgeld (ep 7)[1]
- Chaos Dragon como  Man A (ep 1); Revolutionary Army Soldier A (ep 2)[1]
- Dimension W como Guard (ep 2)[1]
- Magical Girl Lyrical Nanoha ViVid como Edgar[1]

2016
- First Love Monster como Shūgo Takahashi[4]
- Nanbaka como Yamato Godai[5]
- Grimgar of Fantasy and Ash como Michiki[1]
- Kuromukuro como José Carlos Takasuka[6]
- Digimon Adventure tri. como Hackmon
- Haikyū!! como Kyōtani Kentarō[1]
- Servamp como Guildenstern[7]
- Bungo Stray Dogs como Howard Phillips Lovecraft[8]

2017
- Konbini Kareshi como Makoto Sakamoto
- Kujira no Kora wa Sajō ni Utau como Pagoni
- Spiritpact como Ki Tanmoku[9]
- Yu-Gi-Oh! VRAINS como Revolver/Ryoken Kogami[10]
- Star-Myu: High School Star Musical 2 como Koki Nanjo[11]
- Tsukipro The Animation como Shū Izumi[12]

2018
- Inazuma Eleven Ares como Goujin Tetsunosuke
- Inazuma Eleven: Orion no Kokuin como Goujin Tetsunosuke
- Zombie Land Saga como Rapero B

2019
- Kanata no Astra como Zack Walker

2020
- Akudama Drive como Luchador
- Darwin's Game como Danjou
- Jibaku Shōnen Hanako-kun como Unun

2021
- Tokyo Revengers como Makoto Suzuki
- Shakunetsu Kabaddi como Shinji Date
- Tsuki ga Michibiku Isekai Dōchū como Adonow

2022
- Aoashi como Nagisa Akutsu
- Bleach: Sennen Kessen-hen como Askin Nakk Le Vaar
- Tribe Nine como Tatsuto Tatsunuma

2023
- Kimetsu no Yaiba: Katanakaji no Sato-hen como Urogi
- Tengoku Daimakyō como Shiro
- Vinland Saga Season 2 como Einar
- High Card como Brist Blitz Broadhurst
- Ragna Crimson como Disas Trois

2024
- Kaiju No. 8 como Aoi Kaguragi
- Kenka Dokugaku como Hamaken
- Metallic Rouge como Jean Yunghart

### OVA
2016
- Ajin: Demi-Human como Ryota[1]
- The Idolmaster Special OVA como Producer[1]

### Videojuegos
2015
- The Idolmaster como Producer
- The Idolmaster Starlight Stage como Producer
- Granblue Fantasy como Braowa[1]

2016
- Caligula como Satake Shougo[13]
- La Corda d'Oro como Sunaga Takumi[1]
- Elsword como Ain[14]

2017
- Danganronpa V3: Killing Harmony como Gonta Gokuhara[15]
- Musou Stars como Oda Nobunyaga
- Super Bomberman R como Black Bomber

2020
- Genshin Impact como Dvalin

2021
- Alchemy Stars como Barton

2024
- Library of Ruina como Roland
- Honkai: Star Rail como Dr. Ratio

### Doblaje
- Barney's World como Barney
- The Night Of como Nasir "Naz" Khan (Riz Ahmed)
- Teenage Mutant Ninja Turtles: Out of the Shadows como Trevor (Connor Fox)
- Encanto como Mariano
- Frozen 2 como Olaf
- RWBY como Vine Zeki
- Barbie como Ken

## Premios
| Año  | Premio                                   | Resultado |
| ---- | ---------------------------------------- | --------- |
| 2016 | 10th Seiyu Awards por Mejor actor Novato | Ganador   |